# 火线出击
《火线出击》（英語：Fire Rescue），2017年中国偶像剧。2015年12月殺青，由徐洪浩、杨舒、赵荀、张慧、夏侯镔、侯杰领衔主演，2017年2月27日于腾讯视频首播。

## 播出时间

### 首播
| 频道     | 所在地   | 播映日期      | 播出时间 | 备注 |
| -------- | -------- | ------------- | -------- | ---- |
| 腾讯视频 | 中国大陆 | 2017年2月27日 |          |      |

## 演员列表

### 主要演员
| 演员   | 角色   | 介绍                                                                                       | 登场集数                     |
| 徐洪浩 | 张梦一 | 武警上尉，武警滨江总队滨城支队东城大队邵勇特勤中队队长，喜欢江涛。                         | 第42集因人工引爆炸药英勇殉職 |
| 杨舒   | 江涛   | 武警中尉，武警滨江总队滨城支队东城大队邵勇特勤中队指导员，喜欢张梦一。                     | 全集                         |
| 赵荀   | 富强   | 武警列兵，武警滨江总队滨城支队东城大队邵勇特勤中队成员，富满堂之子，叶璐同父异母之弟。     | 全集                         |
| 张慧   | 叶璐   | 滨江旅游职业学校教师，于富满堂病重时接手富氏集团，富强同父异母之姊。                       | 全集                         |
| 夏侯镔 | 谢晨   | 武警中尉，武警滨江总队滨城支队东城大队防火科参谋，于张梦一牺牲后接任邵勇特勤中队队长职务。 | 全集                         |
| 侯杰   | 牛奋进 | 武警列兵，武警滨江总队滨城支队东城大队邵勇特勤中队成员。                                   | 全集                         |
| 傅程鹏 | 张邵勇 | 武警上尉，消防烈士，邵勇中队建立者，张梦一之亡父。                                         | 在张梦一的回忆中出场         |
| 王韬   | 趙偉光 | 特種兵出身，退伍後成為邵勇中隊的合同制消防員。                                             | 全集                         |
| 宁晓志 | 富满堂 | 富氏集团主席，富强，叶璐之父。                                                             | 全集                         |